# Irving van Nes
Irving van Nes (* 18. Dezember 1949 in Willemstad, Curaçao) ist ein ehemaliger niederländischer Hockeyspieler, der 1973 Weltmeister war.

## Sportliche Karriere
Irving van Nes bestritt von 1971 bis 1974 18 Länderspiele für die niederländische Nationalmannschaft.
Irving van Nes nahm 1971 an der ersten Weltmeisterschaft in Barcelona teil. Die Niederländer belegten am Ende den sechsten Platz. Irving van Nes wurde in drei Spielen eingesetzt, im Platzierungsrundenspiel gegen Frankreich erzielte er sein einziges Länderspieltor. Im Sommer 1972 gehörte Irving van Nes zum Aufgebot für die Olympischen Spiele in München, die Niederländer belegten den vierten Platz. Irving van Nes wurde nur beim 4:0 im Vorrundenspiel gegen Mexiko eingesetzt.
Im Jahr darauf bei der Weltmeisterschaft 1973 in Amstelveen belegten die Niederländer in der Vorrunde den zweiten Platz hinter der Mannschaft Pakistans. Im Halbfinale gegen die deutsche Mannschaft gewannen die Niederländer genauso im Siebenmeterschießen wie im Finale gegen die Inder. Irving van Nes war nur im Spiel gegen Pakistan dabei. Sein letztes Länderspiel absolvierte Irving van Nes im Mai 1974 bei der Europameisterschaft in Madrid. Die Niederländer gewannen bei diesem Turnier die Bronzemedaille.
Irvin van Nes spielte auf Vereinsebene für den Amsterdamsche Hockey & Bandy Club.